# Хаазен, Йозеф
Йозеф Виллем Хаазен (род. 24 декабря 1944 года, Антверпен) — бельгийский карильонист, директор Королевской школы карильона им. Жефа Денейна. Один из крупнейших карильонистов современности, композитор и виртуоз.

## Биография
Хаазен закончил Королевскую консерваторию Антверпена и Королевскую школу карильона им. Жефа Денейна (Мехелен).
С 1968 по 1981 год — городской карильонист Антверпена, с 1981 по 2010 год — городской карильонист Мехелена. Гастролировал во многих странах.
Под руководством Хаазена были установлены первые карильоны в России и Украине: на колокольне Петропавловского собора (2001, Петербург), на башне Кавалерского дома (2005, Петергоф), на колокольне Михайловского Златоверхого монастыря в Киеве. С сентября 2001 года регулярно выступает с концертами на петербургских карильонах.
Почётный директор Королевской школы и профессор Факультета искусств СПбГУ (кафедра органа, клавесина и карильона) и приглашённый профессор Факультета сравнительного религиоведения в Антверпене (в сотрудничестве с университетом Брюсселя ULB).
В 2012 году Хаазен стал куратором проекта Всемирной ассоциации эсперанто по дополнению Всеобщей декларации прав человека вопросами, касающимися обязанностей человека перед обществом.
25 декабря 2024 года был принят в члены Всемирного клуба петербуржцев.

## Награды
- В 1980 году награждён медалью «Honors of Music» университета Беркли (Калифорния, США).
- В 1995 году Бельгийское министерство иностранных дел наградило его медалью «Citizens Medal First Class».
- В 2000 году Йо Хаазен получил звание почётного сенатора Совета Европы (European Honory Senator, BVSE-UEF) «Pro Pace et Unitate, e meritu et honoris causa».
- В 2005 году Йо Хаазену был вручен Серебряный Крест ордена Георгиевского Союза, и в этом же году он получил Серебряную Медаль европейского фонда European Merit Foundation в Люксембурге.
- Медаль «В память 300-летия Санкт-Петербурга» (2003).
- Почётный диплом Законодательного собрания Санкт-Петербурга (25 февраля 2004 года) — за выдающийся вклад в развитие культуры и искусства в Санкт-Петербурге[4].
- Орден Дружбы (29 сентября 2005 года, Россия) — за большой вклад в развитие и укрепление российско-бельгийских культурных связей[5].
- В 2009 году был удостоен Christoffel Plantin Prize — бельгийской награды за особые заслуги и продвижение Бельгии за рубежом.
- Командор ордена Короны (2012)[6][7].
- Ассоциация Klassiek Centraal, занимающаяся продвижением классической музыки во Фландрии и Нидерландах, вручила ему в 2012 году Golden Label за выдающуюся карьеру.
- 11 июля 2015 года Йозеф Хаазен был награждён Gaston Feremansprijs (присужденная награда) культурной ассоциацией Marnixring в г. Мехелен (Бельгия).